# 蹇滋善
蹇滋善，重庆江津人，清朝政治人物，同进士出身。
乾隆丙午科举人，嘉庆四年（1799年）进士，嘉庆十一年，授广东河平知县。嘉庆十五年，因失察书吏捏信借贷银两案失察被罢免。著有《为刘心香明府重葺六如亭赋》等诗文。